# Daniela Anschütz
Daniela Anschütz-Thoms (Erfurt, 20 november 1974) is een Duits oud-langebaanschaatsster. Op 17 juli 2010 maakte ze bekend te stoppen wegens rug- en knieklachten.
Anschütz was gespecialiseerd in de lange afstanden (3000 en 5000 meter) maar kon ook goed allrounden. Ze nam negen keer deel aan het WK Allround. Zes keer eindigde ze in de top tien. Op het WK van 2003 eindigde ze als derde in het klassement. Ze werd daarmee de derde vrouw na Trijnie Rep ('73) en Tonny de Jong ('99) die het erepodium beklom zonder een afstandmedaille veroverd te hebben op het kampioenschap. Op het WK van 2005 veroverde ze haar enige afstandmedaille op een WK Allround, brons op de 3000 meter.
In 2005 zette de Duitse zichzelf definitief op de kaart door zilver te winnen bij het EK Allround in Heerenveen, dezelfde prestatie herhaalde ze op het EK van 2009, eveneens in Heerenveen. In 2005 won ze ook haar eerste gouden medaille, dit op de achtervolging bij de WK Afstanden in Inzell. De gouden medaille won ze ook op de Olympische Spelen van 2006 met de achtervolgingsploeg, waarvan ook Anni Friesinger, Lucille Opitz, Claudia Pechstein en Sabine Völker deel uitmaakten. In Turijn kwam zij ook uit op de 1000, 1500, 3000 en 5000 meter.
Sinds het seizoen 2005/06 schaatste ze onder de naam Daniela Anschütz-Thoms. De tweede achternaam is van haar echtgenoot Marian Thoms, met wie ze in december 2005 trouwde.

## Records

### Persoonlijke records
| Afstand    | Tijd    | Datum            | Baan           |
| ---------- | ------- | ---------------- | -------------- |
| 500 meter  | 39,38   | 3 november 2007  | Calgary        |
| 1000 meter | 1.15,96 | 13 december 2009 | Salt Lake City |
| 1500 meter | 1.53,80 | 17 november 2007 | Calgary        |
| 3000 meter | 3.58,07 | 4 december 2009  | Calgary        |
| 5000 meter | 6.56,15 | 19 maart 2006    | Calgary        |

### Wereldrecords
| Nr. | Afstand                | Tijd    | Datum            | Baan    |
| --- | ---------------------- | ------- | ---------------- | ------- |
| 1.  | Ploegenachtervolging * | 2.56,04 | 13 november 2005 | Calgary |

- * samen met Anni Friesinger & Claudia Pechstein

## Resultaten
| Jaar | EK Allround | WK Allround | WK Afstanden                                   | Olympische Spelen                                          | Wereldbeker                  | WK Junioren |
| ---- | ----------- | ----------- | ---------------------------------------------- | ---------------------------------------------------------- | ---------------------------- | ----------- |
| 1994 |             |             |                                                |                                                            |                              | 9e          |
| 1995 |             |             |                                                |                                                            |                              |             |
| 1996 |             |             |                                                |                                                            | 54e 1500m                    |             |
| 1997 |             |             |                                                |                                                            | 26e 1500m 27e 3/5km          |             |
| 1998 |             |             |                                                |                                                            | 28e 1500m                    |             |
| 1999 | 9e          | NC14        | 15e 1500m                                      |                                                            | 14e 1500m 14e 3/5km          |             |
| 2000 | 10e         | NC17        |                                                |                                                            | 23e 1500m 8e 3/5km           |             |
| 2001 | 5e          |             | 11e 5000m                                      |                                                            | 25e 1500m 16e 3/5km          |             |
| 2002 | 7e          | NC13        |                                                | NS 1500m 12e 3000m 12e 5000m                               | 51e 500m 12e 1500m 10e 3/5km |             |
| 2003 | 4e          | Brons       | 7e 1500m 8e 3000m 13e 5000m                    |                                                            | 6e 1500m 4e 3/5km            |             |
| 2004 | 11e         | 8e          | 17e 1500m 11e 5000m                            |                                                            | 15e 1500m 16e 3/5km          |             |
| 2005 | Zilver      | 4e          | 5e 1500m · 4e 3000m · 5e 5000m · achtervolging |                                                            | 4e 1500m 4e 3/5km            |             |
| 2006 | 9e          | 6e          |                                                | NS 1000m · 10e 1500m · 6e 3000m · 5e 5000m · achtervolging | 14e 1500m 5e 3/5km           |             |
| 2007 | 4e          | 8e          | 7e 3000m · 4e 5000m · achtervolging            |                                                            | 5e 1500m · 3/5km             |             |
| 2008 | 5e          | 6e          | 4e 1500m · 3000m · 5e 5000m · achtervolging    |                                                            | 52e 500m 6e 1500m 5e 3/5km   |             |
| 2009 | Zilver      |             | 4e 1500m 5e 3000m 5e 5000m 5e achtervolging    |                                                            | 1500m · 3/5km                |             |
| 2010 | Brons       | 4e          |                                                | 10e 1500m · 4e 3000m · 4e 5000m · achtervolging            | 50e 1000m · 5e 1500m · 3k/5k |             |

NC = eindklassering na drie afstanden
NS = niet gestart

### Medaillespiegel
| Kampioenschap     | Goud | Zilver | Brons |
| ----------------- | ---- | ------ | ----- |
| EK Allround       | 0    | 2      | 1     |
| WK Allround       | 0    | 0      | 1     |
| WK Afstanden      | 1    | 0      | 3     |
| Olympische Spelen | 2    | 0      | 0     |

2006: Anschütz-Thoms/Friesinger/Opitz/Pechstein/Völker ·
2010: Anschütz-Thoms/Beckert/Friesinger-Postma/Mattscherodt ·
2014: Van Beek/Leenstra/Ter Mors/Wüst ·
2018: Kikuchi/Sato/M. Takagi/N. Takagi ·
2022: Blondin/Maltais/Weidemann